# Запис Јовановића орах (Јагњило)
Запис Јовановића орах (Јагњило) се налази на парцели чији је власник Јовановић Милија.

## Локација
| Општина             | Младеновац                                                       |
| Катастарска општина | Јагњило                                                          |
| Потес               | Јасик                                                            |
| Координате          | 44° 22′ 40″ С; 20° 44′ 27″ И / 44.377699999999997° С; 20.7409° И |
| Надморска висина    | 177m                                                             |

## Карактеристике
Дендрометријске вредности утврђене на терену и сателитским снимцима:
| Стабло                     | Орах |
| Висина стабла              | m    |
| Обим дебла                 | m    |
| Пречник крошње             | 10m  |
| Пречник дебла              | m    |
| Висина дебла до прве гране | m    |

## База записа
Запис је у оквиру Викимедија пројекта "Запис - Свето дрво" заведен под редним бројем 1004.